# لارگو وینچ ۲
لارگو وینچ ۲ (به انگلیسی: Largo Winch II) یا توطئه برمه (به انگلیسی: The Burma Conspiracy) فیلمی محصول سال ۲۰۱۱ و به کارگردانی ژروم سال است. در این فیلم بازیگرانی همچون تومه سیسله، شارون استون، اولریش توکور، لورن ترزیف، کلیمنس شیک، نیروت سیریجانیا، آناتولی تاوبمان، ورونیکا روساتی، ویتایا پانسینگام و سونیا کولینگ ایفای نقش کرده‌اند.
این فیلم دنباله فیلم لارگو وینچ است.